# Marsdenia acuta
Sinomenium acutum là một loài thực vật có hoa trong họ La bố ma. Loài này được (Thunb.) Tanaka mô tả khoa học đầu tiên năm 1925.